# Infrafűtés
Az infrafűtés az infravörös sugárzás (hősugárzás) kibocsátásával melegítő fűtőtestekkel történő fűtést jelent. Ez a gyakorlatban az elektromágneses hullámok infravörös tartományába tartozó hullámokat (hőhullámokat) kibocsátó elektromos hősugárzókat jelent. Az infravörös hősugárzás sajátos vonása, hogy a levegőt nem melegíti fel, csak a hősugárzást elnyelni képes embereket és tárgyakat.

## Működési elve
A helyiségek fűtésére használt fűtőkészülékek a hőt a környezetüknek 2 módon adhatják át:  
- konvekcióval (áramlásos hőleadással): a fűtőtesttel közvetlen érintkezésbe kerülő levegő felmelegítésével
- hősugárzással: a fűtőtest anyagából kisugározódó, távolba terjedő  infravörös hullámhosszú sugárzással

A hagyományos, konvekciós fűtéssel (konvektorok, radiátorok) a levegőt melegítjük fel, majd ez a levegő keveredik a helyiségben a falakat, tárgyakat felmelegítve. A hősugárzással átadott hő e fűtőtesteknél minimális. Az infravörös hősugárzást kibocsátó fűtéseknél (infrafűtés) viszont a hősugárzás a levegőt nem, csak közvetlenül a tárgyakat, embereket melegíti fel. A tárgyakra (falak, bútorok, padló) és emberekre eső hősugárzás kb. 15%-a visszaverődik, a maradék 85%-ot elnyelik. Ezután az így felmelegedett tárgyak adják tovább a hőt a környezetnek, felmelegítve a levegőt is. Az infravörös hősugarak hatása hasonló a Nap sugarainak hatásához, amikor napsütéses téli napon a hideg levegő ellenére arcunkon érezzük a napsugarak melegét. E hasonló viselkedés nem véletlen: A napfény és az infravörös hősugárzás egyaránt elektromágneses sugárzás, csak annak más hullámhosszú tartománya.

## Felépítésük
Az infrafűtőtestek központi egysége az infrapanel, egy tábla alakú, felületén kerámia szemcsékkel bevont, hátoldalán hő tükrös szigeteléssel ellátott grafitmassza alapú infra fűtőtest.
Bár az infrapanelek piacán többféle, marketing céllal használt megjelölés előfordul, mint plazma, nanotechnológia, ezüst kolloid (gyógyászatban használatos folyadék) stb, az infrapanelek objektíven három fő kategóriába sorolhatóak:
- Fűtőfilm alapú infrapanelek, az eredeti céljára kiváló, pl. padló, fal vagy éppen mennyezetfűtés, amit bekereteznek, esetleg lefestenek, hangzatos nevet kapnak. Az infrapanelek fűtőfilmen alapulnak, melyek infravörös sugárzást használnak a hatékony és energiatakarékos fűtéshez. Az infravörös sugarak közvetlenül melegítik fel a tárgyakat és az embereket a helyiségben, nem pedig a levegőt, így hatékonyan terjesztik el a hőt. A fűtőfilm áram alatt melegszik fel, majd infravörös sugárzást bocsát ki magából, amely azonnal érezhető hőt biztosít a környezetnek.  A fűtőfilm alapú infrapanelek könnyen telepíthetők a falakra, mennyezetre vagy padlóra. Mielőtt telepítenénk, ellenőriznünk kell az elektromos hálózat terhelhetőségét. A panelek különböző méretekben és formákban elérhetők, lehetővé téve a személyre szabott telepítést.  Az infrapanelek azonnal reagálnak, így a hő azonnal érezhető, amint bekapcsolnak. Ezt kihasználva a hőmérsékletet könnyen szabályozhatjuk, hogy energiatakarékosan működjön. Területenként vagy időzítővel szabályozhatjuk a paneleket, hogy csak akkor és ott fűtsünk, amikor szükség van rá.  Az infrapanelek által kibocsátott infravörös sugárzás teljesen biztonságos az emberi egészségre, nem okoz allergiát vagy kellemetlenséget, amit más fűtési rendszerek okozhatnak.  Fontos a megfelelő szigetelés, hogy minimalizáljuk a hőveszteséget. Érdemes szakemberrel konzultálni a megfelelő méretű és típusú panelek kiválasztásához, valamint az optimális telepítési helyek meghatározásához. Az infrapanelek hatékony és kényelmes fűtést biztosítanak, és a megfelelő tervezéssel és üzemeltetéssel hosszú távon is megtérülhetnek.
- Karbonszálas technológia, zömében távol-keleti gyárakban készül, ezen alapanyagokat európai gyárak is használják, jó minőségű panelek, sima felületük miatt az infrasugárzás csak egyenes vonalban történik, a karbonszál elhasználódhat, meghibásodhat, élettartama korlátozott.
- Grafitmasszás infrapanelek. Két műgyanta lap közé magas hőmérsékleten összepréselt speciális grafit (szén) alapú massza, ami a hő hatására szilárdul meg, a hátoldalon egy reflexiós réteggel, amely szinte 100%-ban akadályozza meg a hátlap felé történő infrasugárzást, egy szigetelő hővisszaverő réteg a nem kívánt hőveszteség ellen, és természetesen a sugárzó felület kerámiaszemcsékkel való borítása, melytől az infrasugarak félgömb alakban minden irányban terjedhetnek. Élettartama elméletileg végtelen, nincs szál vagy egyéb alkatrész, mely kiéghetne, elromolhatna. Eredetileg japán technológia.

A grafitmassza alapú infrapanelek látható oldalán a kerámiaszemcsék növelik a többszörösére az adott fűtőfelületet (az infrasugárzás felületi mérete rendkívül fontos) és segítik az infrasugarak szétszórását minden irányba, így az infrafűtőlap félgömbszerűen, minden irányba közvetíti az infrasugárzást.
Nem mindegy, hogy az adott elektromos teljesítményű infrasugárzás mekkora felületről adódik át. Infrasugárzás csak egyféle létezik, nincs jó vagy kevésbé jó infrasugárzás.
Az infrapanel 7-10 µm közötti hosszú hullámhosszon (mely közel azonos azzal a sugárzási tartománnyal, mellyel a Nap melegíti a Földet) fejti ki hatását. Ez a sugárzási tartomány láthatatlan, az emberi szervezet melegként érzékeli.
A kereskedelemben fellelhető még a sima felületű és a hátoldalán szigetelés nélküli panel is, melyek ezáltal csak lényegesen kisebb felületen közvetítik az infrasugárzást és így kisebb teret tudnak ellátni infravörös sugárzással, a szigetelés hiánya miatt a panelek hátoldala felhevül (75-85 °C), így szerencsés esetben az emeleti szobánkat, rosszabb esetben pedig a padlást vagy az emeleti szomszédunkat fűtjük paneljeinkkel! Itt jegyezném meg, hogy a szigetelő réteg nem az infrasugarakat, hanem a hőt tereli a megfelelő irányba!

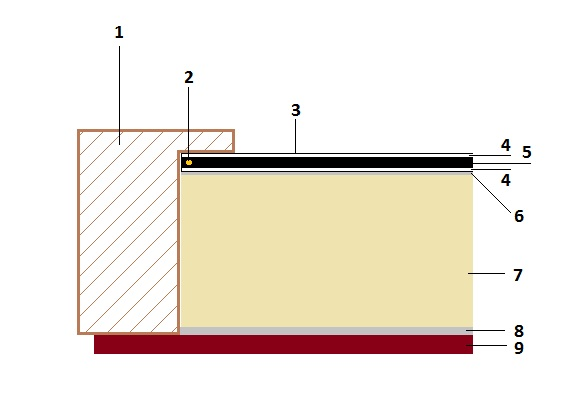
Rétegrend

Egy korszerű infrapanel rétegrend felépítése:
1-keretanyag
2-csatlakozó vezeték
3-kerámiaszemcsés felületi réteg
4-formáló rétegek
5-grafit massza
6-reflekciós réteg
7-hőszigetelő réteg
8-hővisszaverő réteg
9-hátlap borítás.